# Psychotria cuspidella
Psychotria cuspidella är en måreväxtart som beskrevs av Friedrich Anton Wilhelm Miquel. Psychotria cuspidella ingår i släktet Psychotria och familjen måreväxter. Inga underarter finns listade i Catalogue of Life.